# Dale Hamilton
Dale Brice Hamilton (Fort Wayne, 16 agosto 1919 – Fort Wayne, 12 agosto 1994) è stato un cestista statunitense, professionista nella NBL, nella ABL e nella NBA.

## Palmarès
- Campione NBL (1944)